# Biała (Michalczowa)
Biała – część wsi Michalczowa w Polsce, położona w województwie małopolskim, w powiecie nowosądeckim, w gminie Łososina Dolna.
Dawny część gminy jednostkowej Bilsko. W latach 1975–1998 miejscowość administracyjnie należała do województwa nowosądeckiego.